# Seznam sledovaných vodních cest v Česku
Vodní cesty v České republice se rozlišují podle Zákona o vnitrozemské plavbě, který dělí vodní cesty na sledované a nesledované. Sledované vodní cesty pak rozlišuje na dopravně významné, tj. využívané a využitelné vodní cesty, a účelové, které slouží pouze pro rekreační plavbu a plavbu místního významu.
Zákon o vnitrozemské plavbě č. 114/1995 Sb. stanovuje seznam dopravně významných vodních cest. Mezi využívané cesty patří úseky Labe, Vltavy a Moravy; zařazeny jsou do tříd 0, I, IV a Va. Mezi využitelné cesty patří úseky Labe, Bečvy, Odry, Ostravice a Ohře. Výčet účelových cest obsahuje vyhláška č. 222/1995 Sb.; patří mezi ně úseky Labe, Chrudimky, Cidliny, Lužnice, Otavy, Sázavy a Zámecké Dyje, 28 vyjmenovaných vodních ploch (přehradní nádrže, rybníky, aj.) a těžební jezera štěrkopísku.

## Dopravně významné vodní cesty
Dopravně významné vodní cesty stanovuje Zákon o vnitrozemské plavbě č. 114/1995 Sb., přičemž jejich zařazení do tříd a parametry určuje prováděcí vyhláška Ministerstva dopravy č. 222/1995 Sb.

### Využívané vodní cesty
Vodní cesty využívané podle § 3 odst. 4 a přílohy č. 2 zákona (jejich třídu stanoví § 2 prováděcí vyhlášky):
- Labe
  - od Kunětic (řkm 973,5) do Přelouče (řkm 951,2)
  - od Přelouče (řkm 949,1) po státní hranici s Německem (řkm 726,6), včetně plavební dráhy vymezené na vodní ploše Velké Žernoseky
    - v úseku od Kunětic do Mělníka vodní cesta IV. třídy
    - v úseku od Mělníka po státní hranici s Německem vodní cesta Va. třídy
- Vltava
  - od Českých Budějovic (řkm 241,4) do Třebenic (řkm 91,5), včetně výústní části Malše po řkm 1,6, vodní cesta I. třídy, pouze pro plavidla o nosnosti do 300 tun
  - od Třebenic (řkm 91,5) po soutok s Labem, včetně výústní části Berounky po přístav Radotín, vodní cesta IV. třídy
- Morava od ústí Bečvy po soutok s Dyjí, včetně průplavu Otrokovice–Rohatec (Baťova kanálu), vodní cesta 0. třídy

### Využitelné vodní cesty
Vodní cesty využitelné podle § 3 odst. 4 a přílohy č. 2 zákona:
- Labe
  - od Opatovic (řkm 987,8) po Kunětice (řkm 973,5)
  - u Přelouče od řkm 951,2 (nadjezí zdymadla Přelouč) po řkm 949,1
- Bečva od Přerova po ústí do Moravy
- Odra od Polanky po státní hranici s Polskem
- Ostravice pod ústím Lučiny
- Ohře od Terezína (řkm 3,0) po ústí do Labe

## Účelové vodní cesty
Vodní cesty účelové stanovuje § 3 vyhlášky č. 222/1995 Sb.:
- Labe od Jaroměře (řkm 1012,58) po Opatovice (řkm 987,80)
- Chrudimka v Pardubicích od řkm 0,596 po ústí do Labe
- Cidlina od Libic (řkm 2,113) po ústí do Labe
- Lužnice od Kolodějí (řkm 4,20) po ústí do Vltavy
- Otava od Kavkovny (řkm 18,30) po ústí do Vltavy
- Sázava od Pikovic (řkm 2,50) po ústí do Vltavy
- Zámecká Dyje od odbočení z Dyje (řkm 12,50) po soutok s Dyjí, včetně Staré Dyje
- přehradní nádrž Baška
- přehradní nádrž Brno
- přehradní nádrž Dalešice
- přehradní nádrž Hracholusky
- přehradní nádrž Jesenice
- přehradní nádrž Lipno
- přehradní nádrž Nechranice
- přehradní nádrž Nové Mlýny I
- přehradní nádrž Nové Mlýny III
- přehradní nádrž Olešná
- přehradní nádrž Pastviny
- přehradní nádrž Plumlov
- přehradní nádrž Rozkoš
- přehradní nádrž Seč
- přehradní nádrž Skalka
- přehradní nádrž Slezská Harta
- přehradní nádrž Stráž pod Ralskem
- přehradní nádrž Těrlicko
- přehradní nádrž Vranov
- přehradní nádrž Žermanice
- Máchovo jezero
- vodní plocha Barbora
- vodní plocha Matylda
- vodní plocha Velké Žernoseky
- rybník Bezdrev
- rybník Oleksovice
- rybník Svět
- rybník Velké Dářko
- těžební jezera štěrkopísku s těžbou prováděnou plovoucími stroji